# Juan II de Frisia Oriental
El Conde Juan II de Frisia Oriental (29 de septiembre de 1538, Aurich - 29 de septiembre de 1591, Castillo de Stickhausen) fue un miembro de la Casa de Cirksena y desde 1561 hasta su muerte en 1591 co-regente del condado de Frisia Oriental. Gobernó conjuntamente con su hermano Edzard II.
En 1558 la primogenitura de la madre de Juan, la Condesa Ana fue abolida, presumiblemente para reducir el impacto de la Casa de Vasa en el condado, que se basaba en el matrimonio de su hijo mayor Edzard con Catalina Vasa de Suecia, la hija mayor del rey Gustavo I de Suecia. Esto significaba que ella abolía el derecho de Edzard de ser el único gobernante del condado. Esto llevó a la división de facto de Frisia Oriental, porque Juan, como su madre, era calvinista, mientras que Edzard II era luterano.

## Biografía
En 1559, su hermano Edzar llevó a Juan a su boda en Estocolmo, donde Juan tuvo un affair con Cecilia, la hija del rey Gustavo I Vasa (y por lo tanto su cuñada). Fue cazado y casi sentenciado a muerte si no fuera por la intercesión de la reina Isabel I de Inglaterra. Juan nunca se casó después de esto.
Después de la muerte de su hermano Cristóbal en 1566, la lucha de poder entre Juan y Edzard empeoró. Juan bloqueó el ejercicio de poder como soberano de Edzard y fortaleció a la nobleza y a los ciudadanos de Emden. En último término, esta lucha proporcionó los cimientos para la coexistencia de diferentes religiones en Frisia Oriental: como ninguna de ellas prevaleció sobre la otra, el luterano Edzard fracasó en establecer la iglesia luterana como la única iglesia permitida en el condado.
Tras la muerte de Juan en 1591, Edzard finalmente se convirtió en el único gobernante del Condado de Frisia Oriental, pero su autoridad se vio severamente golpeada por el conflicto en curso. Este fue un factor sustancial que finalmente contribuyó a la llamada Revolución de Emden.